# Arc de Riccardo
Pour les articles homonymes, voir Riccardo.
L'arc de Riccardo est, selon certaines sources, l'une des portes romaines de Trieste datant du Ier siècle av. J.-C. construit probablement sous l'empereur Octave Auguste dans les années 33-32 avant J.-C. Les détails de la décoration architecturale nous permettent de dater la forme actuelle de l'arc à l'époque claudienne-néronienne ou peut-être flavienne (50-75). Selon d'autres sources, cependant, il s'agirait de l'une des entrées du sanctuaire Magna Mater.

## Description
Il s'agit d'un arc de 7,2 m de haut, 5,3 m de large et 2 m de profondeur. Il a une couronne supérieure, sans décoration.
Chacun des deux piliers, dont un seul est actuellement visible, présente des rainures surmontées de chapiteaux d'ordre corinthien. Le plafond en arc était décoré de panneaux à caissons. Le deuxième pilier a été incrusté dans un immeuble.

## Étymologie du nom
Une légende populaire croit que le nom dérive de Richard Cœur de Lion (en italien, Riccardo Cuor di Leone), qui, de retour de Terre sainte, a également été fait prisonnier à Trieste.
La version qui fait dériver le nom de sa position probable à l'entrée du cardo maximus a plus de crédit, d'où le nom « Arco del Cardo  » qui aurait évolué progressivement en « Arco di Riccardo  ». Selon une autre théorie, le nom remonte à la magistrature médiévale du ricario dont le quartier général était à proximité.